# Mitterlabill
Mitterlabill est une ancienne commune autrichienne du district de Leibnitz en Styrie. Elle fusionne avec Schwarzau im Schwarzautal, Wolfsberg im Schwarzautal, Breitenfeld am Tannenriegel et Hainsdorf im Schwarzautal fin 2014 pour former Schwarzautal.